# Martin Gorgon
Мартин «Горген»  (англ. Gorgone, буквально «Горгона») — семейство американских управляемых ракет разного назначения, разработанных во время Второй Мировой Войны, либо вскоре после неё. Программа «Горгона» осуществлялась под эгидой ВМФ США, и хотя ни один образец так и не был принят на вооружение, в ходе программы было отработано большое количество разных двигательных установок и систем управления, что позволило накопить теоретическую базу для последующих разработок американских управляемых ракет.

## История
Работы над проектом «Горгона» начались в 1943 году, как ответ на несколько предшествующих предложений создать беспилотный самолёт-снаряд. В июле 1943 года были оформлены официальные требования к новой ракете. Это должен был быть легкий снаряд (весом не более 300 кг) с легким турбореактивным двигателем Westinghouse, способный разогнаться до скорости в 820 км/ч.
Основным назначением «Горгоны» предполагалось уничтожение неприятельских крупных самолётов — бомбардировщиков и тяжёлых транспортных машин. Также предполагалась возможность использования против наземных целей. В качестве системы наведения предполагалось радиокомандное управление с наблюдением через компактную видеокамеру, установленную в носовой части ракеты.
С самого начала, разработка ракеты пошла по пути испытания различных концепций аэродинамики и силовой установки. Уже в 1944 году появилось несколько модификаций ракеты, отличавшихся используемым двигателем — в качестве такового предполагалось использовать ракетный двигатель, пульсирующий воздушно-реактивный двигатель, турбореактивный двигатель. При этом разработке систем управления уделялось меньшее внимание.
В марте 1945 года «Горгона» прошла испытания в качестве оружия «воздух-воздух». Испытания ракета провалила полностью — выяснилось, что просто невозможно было при уровне телевизионной техники того времени обеспечить достаточно чёткое изображение с борта ракеты, чтобы оператор сумел навести её на самолет противника. В середине 1946 года, программу перевели в разряд исключительно исследовательских.

## Модификации
Существовал ряд модификаций «Горгоны», отличавшихся особенностями конструкции или используемой двигательной установки. Все ракеты делились на несколько групп, обозначаемых буквенным кодом и латинскими цифрами:
- A — ракета с ракетным двигателем;
- B — ракета с турбореактивным двигателем;
- C — ракета с пульсирующим воздушно-реактивным двигателем.

За время разработки, система обозначения несколько раз менялась полностью.
- Gorgon IIA (позже CTV-N-4) — ракета с жидкостным ракетным двигателем аэродинамической схемы «утка». Изготовлено 21 штука. В ракете был использован ЖРД Reaction Motors CML2N. Предполагалась для применения в качестве ракеты класса «воздух-воздух», но продемонстрировала полную несостоятельность. Скорость порядка 800 км/ч, дальность около 40 км.
- Gorgon IIB — ракета с турбореактивным двигателем аэродинамической схемы «утка». Не производилась из-за проблем с созданием малогабаритного турбореактивного двигателя.
- Gorgon IIC (позже CTV-N-2) — ракета с пульсирующим воздушно-реактивным двигателем, аэродинамической схемы «утка». Разрабатывалась как модификация для удара по наземным целям. Имела расчетный радиус действия порядка 150 км, при скорости 745 км/ч. В апреле 1945 года был оформлен заказ на производство нескольких сотен таких ракет для применения их вместе с Republic JB-2 Loon для ударов по наземным целям в Японии, но фактически, было выпущено лишь несколько десятков экземпляров, используемых только как тестовые. Ракета CTV-N-2 широко применялась с 1946 для отработки новых систем наведения и управления. В 1950 ракета испытывалась в качестве противокорабельной с активной радиолокационной головкой самонаведения, но проект не получил развития. Также на базе ракеты была разработана учебная летающая мишень.
- Gorgon IIIA (позже CTV-N-6) — ракета с ракетным двигателем, нормальной аэродинамической схемы. Подобно Gorgon IIA применялась на испытаниях в качестве ракеты «воздух-воздух», но продемонстрировала полную несостоятельность. Имела меньший вдвое радиус действия и несколько большую скорость чем Gorgon IIA
- Gorgon IIIB — ракета с турбореактивным двигателем, нормальной аэродинамической схемы. Не производилась из-за проблем с созданием малогабаритного турбореактивного двигателя.
- Gorgon IIIC (позже RTV-N-4) — изначально предполагалась как ракета с пульсирующим реактивным двигателем (литера «С»), нормальной аэродинамической схемы, но в итоге на ней были установлены два ЖРД. Использовалась для исследований вопросов аэродинамики на высоких скоростях.

В 1945 году, была начата разработка ещё одной модификации ракеты на основании данных о испытании предыдущих:
- Gorgon IV (в разное время — KUM-1, PTV-2 и PTV-N-2) — версия ракеты с прямоточным воздушно-реактивным двигателем Marquardt XRJ30-MA. Работы над ракетой начались в мае 1945 года, с изначальной целью создания ракеты «воздух-поверхность» с активным радиолокационным наведением. Ракета совершила несколько полётов в ноябре 1947 года, развивая скорость до 0,85 Маха. В декабре 1949, программа разработки была прервана, и наличные ракеты переоборудованы в летающие мишени.

Последней версией ракеты стала Gorgon V (позже ASM-N-5). Фактически, называть её ракетой не вполне правомерно, так как она представляла собой планирующую бомбу, оснащенную распылителем отравляющих веществ (ОВ). Конструктивно, бомба создавалась на основе Gorgon IV, на которой двигатель и топливные баки были заменены распыляющей аппаратурой Edo X14A и зарядами ОВ. Ракета предназначалась для распыления ОВ над территорией противника. При сбросе с высоты 10700 метров, ракета должна была снижаться под большим углом со скоростью около 0,95 Маха до высоты 30-50 метров, где она переходила в горизонтальный полёт и распыляла ОВ на участке длиной 10-20 км и шириной 5-9 км. Разработка ракеты была прервана в 1953 году, ни одного образца не было создано.
Хотя ракеты «Горгона» и не были завершены, их разработка дала США значительный опыт разработки и применения управляемого ракетного оружия.

## Сравнение с аналогами
| Параметр              | Ruhrstahl X-4                                         | Artemis                                       | Hughes JB-3 Tiamat               | Martin Gorgon IIA                                            |
| --------------------- | ----------------------------------------------------- | --------------------------------------------- | -------------------------------- | ------------------------------------------------------------ |
| Страна:               | Нацистская Германия                                   | Великобритания                                | США                              | США                                                          |
| Снаряжённая масса:    | 60 кг                                                 | 37 кг                                         | 281 кг                           | 440 кг                                                       |
| Дальность:            | 3200 м                                                | 2800 м                                        | 10000-15000 м                    | 16000-20000 м                                                |
| Наведение:            | Радиокомандное ручное, визуальное отслеживание ракеты | Автоматическое, полуактивное радиолокационное | Автоматическое, «осёдланный луч» | Радиокомандное ручное, телевизионное через, камеру на ракете |
| Статус на 09.05.1945: | В производстве                                        | Рабочие чертежи                               | Подготовка к испытаниям          | Испытания                                                    |